# Río Logar

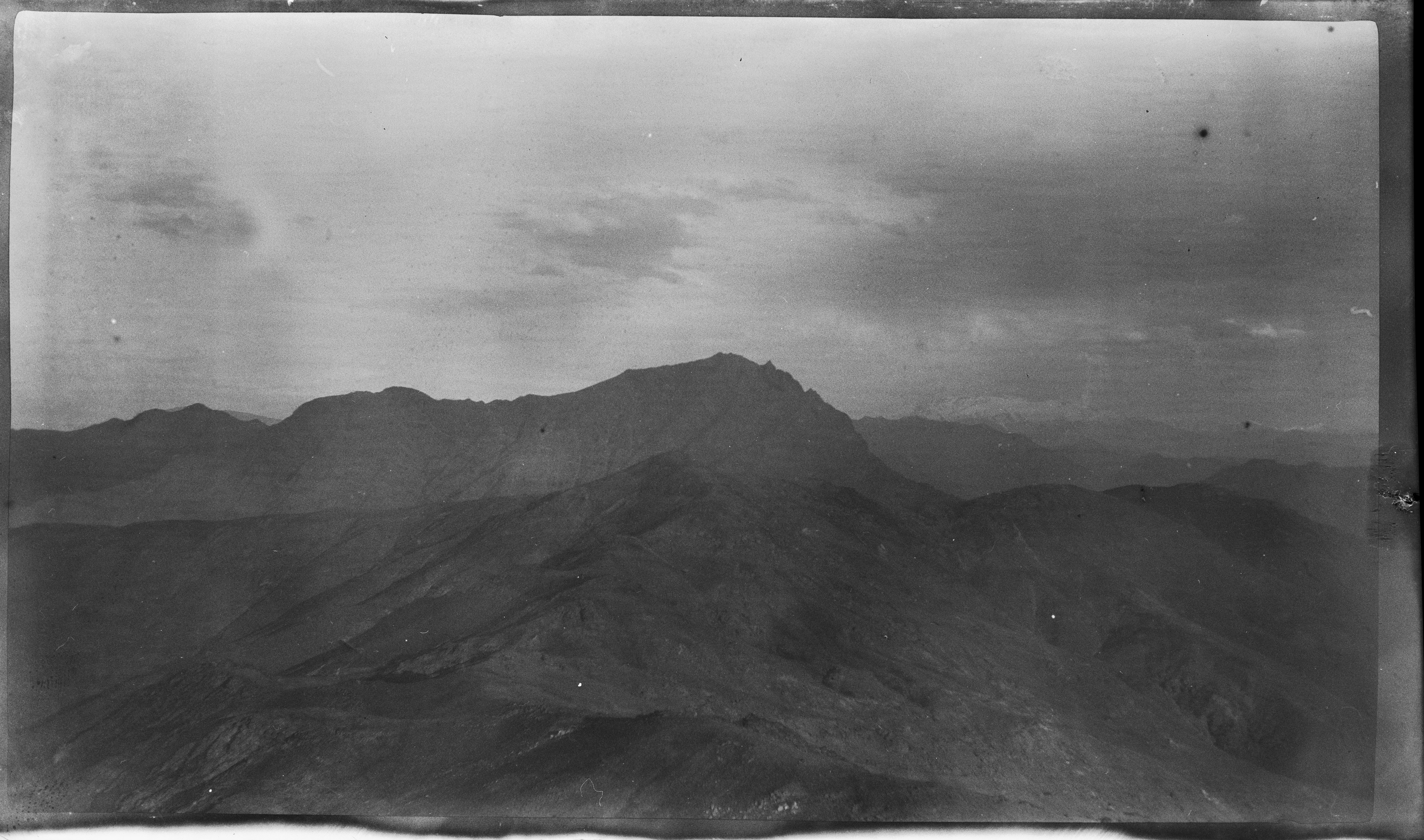
Imagen histórica de 1924 de Hakh-i Baranta, al noreste de Charasia, en la provincia de Kabul, Afganistán con el río Logar a la derecha.

El río Logar (localmente conocido como Lowgar) es uno de los principales afluentes del río Kabul que discurre a través de la provincia de Lawgar, en Afganistán.

## Características

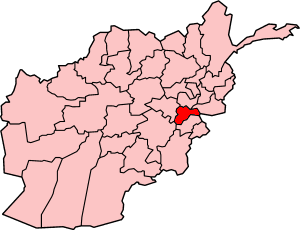
Mapa de la provincia de Lawgar, Afganistán, por donde discurre el río Logar.

El río Logar drena una amplia extensión de país y se une al río Kabul muy cerca de la ciudad homónima. El valle de Logar está regado por sus afluentes meridionales, y tiene una extensión de 64 kilómetros de largo por 19 de ancho. Situado en las proximidades de la capital, este distrito contribuye significativamente a su suministro de alimentos.
El río Logar nace en la vertiente sur de la cordillera denominada Cordillera Sanglakh y está formado básicamente por afluentes de las colinas de Kharwar, al noreste de Ghazni. Desemboca en el río Kabul a pocos km al sur de la ciudad de Kabul. El valle de Logar es fértil, gracias a que se encuentra regado por los afluentes meridionales del río.
Los muelles que forman la cabecera del ramal principal del río emergen por encima de la fortaleza en Babakarkol en Katawaz, un barrio habitado por pastunes de los clanes kharoti y Suleiman Khel, en la provincia de Paktika. Otra rama se une al canal principal cerca de 14 millas por debajo de su fuente principal.
A través del río, una gran ciudad antigua  que se remonta al menos 1700 años (época Kushan), fue descubierta en 2002, justo al sur de Pul-i-Alam,. Contiene numerosos edificios de varios pisos y un templo cubriendo un área de aproximadamente 30 km². Se ha saqueado ampliamente durante la reciente guerra con muchas antigüedades que se venden en el mercado negro.
El río Logar ha sido conocido internacionalmente al ser escenario de múltiples conflictos en la Guerra de Afganistán (2001-2021). En julio de 2010 responsables afganos hallaron el cadáver de un soldado vestido con uniforme militar estadounidense en las aguas del Logar. Se trataba de uno de los dos soldados desaparecidos en la provincia de Logar en esas fechas.
Los talibanes son muy activos alrededor del río Logar, realizando varias capturas y emboscadas en esta zona.